# Rake (Iowa)
Pour les articles homonymes, voir Rake (homonymie).
Rake est une ville, du comté de Winnebago en Iowa, aux États-Unis. Elle est incorporée le 18 mars 1881.

## Source de la traduction
- (en) Cet article est partiellement ou en totalité issu de l’article de Wikipédia en anglais intitulé « Rake, Iowa » (voir la liste des auteurs).